# 葛城県 (山西省)
葛城県（かつじょう-けん）は中華人民共和国山西省にかつて存在した県。現在の臨汾市浮山県南西部に相当する。
南北朝時代、北魏により設置された。唐朝が成立すると間もなく廃止されている。